# Protéine ribosomique L5
La protéine ribosomique L5 est une protéine ribosomique qui se lie à l'ARNr 5S de la grande sous-unité des ribosomes des eucaryotes pour former une ribonucléoprotéine RNP. Cette dernière est importée depuis le cytoplasme dans les nucléoles, où a lieu l'assemblage des ribosomes, de sorte qu'on trouve de la protéine L5 aussi bien dans le noyau des cellules que dans leur cytoplasme. Chez l'homme, elle est codée par le gène RPL5 situé sur le chromosome 1 humain.

## Fonctions
Les ribosomes sont des ribonucléoprotéines qui assurent la biosynthèse des protéines, de sorte qu'une carence en protéine ribosomique L5 fonctionnelle limite l'assemblage des ribosomes dans les nucléoles et a donc un impact négatif sur la biosynthèse des protéines par la cellule.
La protéine ribosomique L5 interagit spécifiquement avec la caséine kinase 2 (en). Comme c'est généralement le cas pour les protéines ribosomiques, le gène RPL5 possède plusieurs pseudogènes disséminés à travers le génome.

## Pathologies associées
Il a été observé une variation de l'expression de ce gène en comparaison aux tissus normaux adjacents, cependant, aucune corrélation n'a été trouvée pour le moment entre le niveau d'expression du gène et la gravité de la maladie. Ce gène est co-transcrit avec le gène U21 snRNP, qui est situé au niveau du 5ème intron. Comme il est souvent retrouvé pour les gènes codant les protéines ribosomales, nous retrouvons de nombreuses copies de pseudogènes au travers du génome.